# Olympiade d'échecs de 1994

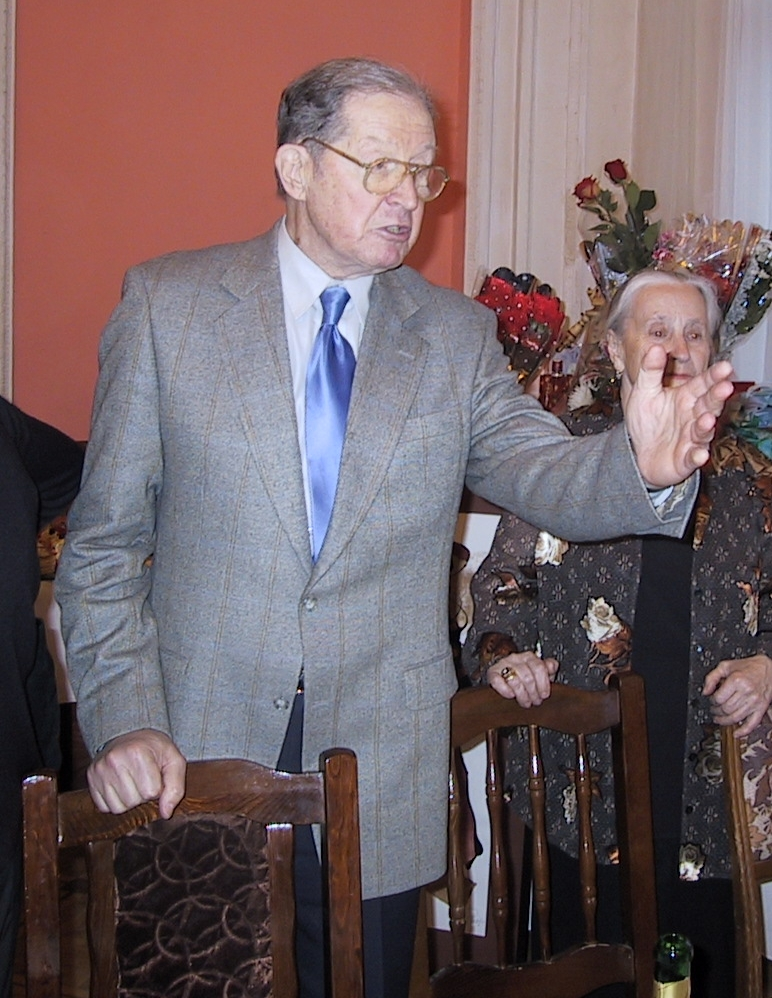
Youri Averbakh, arbitre durant les Olympiades de 1994, était un grand joueur d'échecs.

L'Olympiade d'échecs de 1994 est une compétition mondiale par équipes et par pays organisée par la FIDE. Les pays s'affrontent sur 4 échiquiers par équipe de 6 joueurs (4 titulaires et 2 suppléants). Les équipes féminines ont 4 joueuses sur 3 échiquiers. 
Cette 31e Olympiade s'est déroulée du 30 novembre au 17 décembre 1994 à Moscou en Russie. Elle aurait dû se tenir initialement à Thessalonique en Grèce, mais la Fédération grecque ne put réunir les fonds suffisants. En 55 jours, la Fédération russe, avec le soutien de Kasparov, amorçant ainsi un rapprochement de son organisation Professional Chess Association (PCA) avec la FIDE, réussit à organiser cette olympiade à Moscou. 
Les points ne sont pas attribués au regard des résultats des matches inter-nations, mais en fonction des résultats individuels sur chaque échiquier (un point par partie gagnée, un demi-point pour une nulle, zéro point pour une défaite).

## Tournoi mixte

### Contexte
Cette Olympiade réunit le nombre record de 123 nations, plus l'équipe de Russie B.
Le point essentiel est la composition de l'équipe russe. Le président de la FIDE, Florencio Campomanes, et la Fédération russe, reconnaissant du soutien de Garry Kasparov dans l'organisation de l'olympiade, lui attribuent l'échiquier no 1, au détriment du champion du monde FIDE en titre, Anatoli Karpov. Ce dernier refuse de tenir le deuxième échiquier de l'équipe A ou le premier échiquier de l'équipe B. La fédération russe décide alors d'aligner une équipe B composée exclusivement de juniors. 
Ce tournoi masculin est en réalité une compétition mixte. Cependant, il n'est arrivé que rarement dans le passé qu'une équipe soit complétée par une femme. Cette fois, c'est le premier échiquier de l'équipe de Hongrie qui est tenu par une femme, Judit Polgár.
La compétition se déroule en poule unique sur 14 rondes selon le système suisse.

### Résultats
| Classement final |                    |      |
| 1er              | Russie             | 37,5 |
| 2e               | Bosnie-Herzégovine | 35   |
| 3e               | Russie B           | 34,5 |
| 4e               | Angleterre         | 34,5 |
| 5e               | Bulgarie           | 34   |

La France se classe 34e avec 30,5 points. La Belgique est 46e avec 30 points.
La Russie B prend la troisième place à l'Angleterre par départage au système Buchholz. À noter que la Russie B occupe la première place pendant quelques rondes et doit affronter la Russie A à la 12e ronde. La confrontation n'a pas lieu, les quatre nulles étant immédiatement conclues.

### Participants individuels
- Pour la Russie A : Kasparov, Kramnik, Bareïev, Dreïev, Tiviakov, Svidler.
- Pour la Bosnie-Herzégovine : Nikolić, Ivan Sokolov, Kurajica, Dizdarević, Nebojsa Nicolic, Milovanovic.
- Pour la Russie B : Morozevitch, Zviaguintsev, Oulybine, Roublevski, Sakaïev, Iemeline.
- Pour la France : Lautier, Renet, Apicella, Santo-Roman, Bricard, Prié.
- Pour la Belgique : Dutreeuw, Vanderwaeren, Weemaes, Mohandesi, Geenen, Goormachtigh.

## Tournoi féminin
80 nations présentes (record également de participation), plus l'équipe de Russie B.
La compétition se déroule en poule unique sur 14 rondes selon le système suisse.
| Classement final |         |    |
| 1er              | Géorgie | 32 |
| 2e               | Hongrie | 31 |
| 3e               | Chine   | 27 |

La France termine 28e avec 22,5 points.
La Géorgie est tirée par Maïa Tchibourdanidzé (avec Ioseliani, Arakhamia et Gurieli) et confirme sa précédente victoire.
L'équipe de Hongrie, deuxième, était composée deux  des trois sœurs Polgár : Zsuzsa et Sofia, accompagnées de Ildikó Mádl et de Tünde Csonkics. La troisième sœur Polgár, Judit, joue sur le premier échiquier de l'équipe « masculine ».